# Poa tianschanica
Poa tianschanica là một loài thực vật có hoa trong họ Hòa thảo. Loài này được (Regel) Hack. ex O.Fedtsch. miêu tả khoa học đầu tiên năm 1903.